# The House of Pride
The House of Pride è un cortometraggio muto del 1912 diretto da Jack Conway

## Produzione
Il film fu prodotto dalla Essanay Film Manufacturing Company.

## Distribuzione
Distribuito dalla General Film Company, il film - un cortometraggio a una bobina - uscì nelle sale cinematografiche statunitensi il 13 novembre 1912.